# Arnd Zeigler

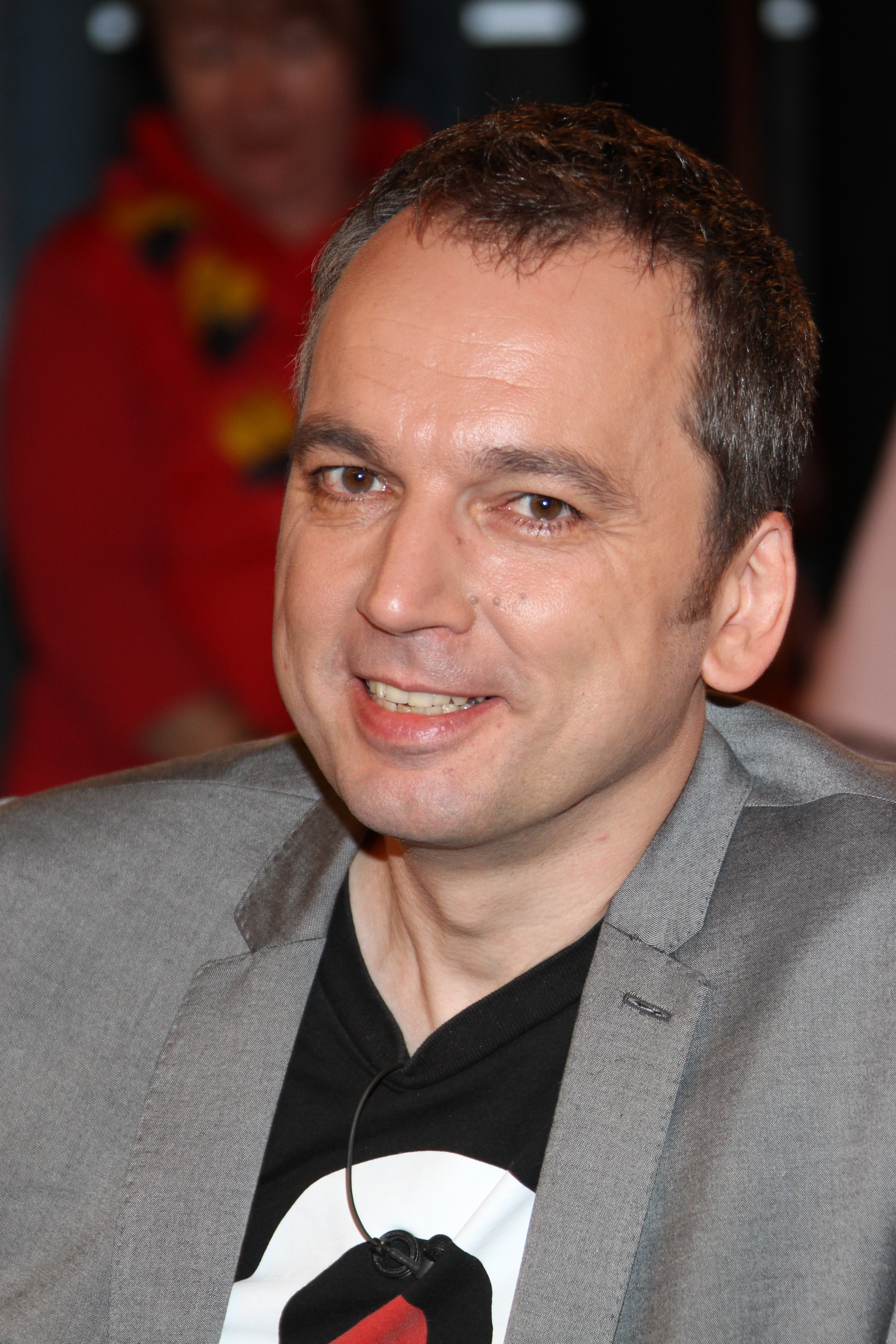
Arnd Zeigler in der Sendung Markus Lanz (2012)

Arnd Zeigler (* 7. Juli 1965 in Bremen) ist ein deutscher Moderator, Journalist, Autor, Stadionsprecher und Sänger.

## Biografie
Zeigler wuchs in Kirchweyhe als jüngstes Kind mit zwei älteren Brüdern auf. Er war am 26. Mai 1989 erstmals als Moderator im Programm von Bremen Vier tätig. Neben seiner Tätigkeit bei Radio Bremen war er von 1992 bis 2001 auch Hörfunkmoderator beim WDR in Köln und hat seit 2007 mit Zeiglers wunderbare Welt des Fußballs seine eigene Sendung im Sonntag-Abendprogramm des WDR Fernsehens.
Zeigler ist seit 2001 Stadionsprecher bei Werder Bremen. Des Weiteren ist er berufenes Mitglied der Deutschen Akademie für Fußball-Kultur.
Zeigler war mit Bella Lesnik verheiratet, mit der er eine gemeinsame Tochter hat. Aus einer früheren Beziehung hat er einen Sohn (* 2001).

### Stadionsprecher
Arnd Zeigler ist Stadionsprecher und moderiert auch das Rahmenprogramm im Bremer Weserstadion (21 Jahre lang bis September 2022 zusammen mit Christian Stoll). Zeigler hatte 2002 in der Tatort-Episode „Endspiel“ einen Kurzauftritt als Stadionsprecher eines fiktiven Bremer Drittligavereins. 2011 spielte er außerdem im Tatort Mord in der ersten Liga einen Fußball-Hörfunkreporter. Zeigler erhielt 2022 den Fair-Play-Preis des DFB in der Rubrik Fairster Profi. Als es am 18. September 2021 beim Nordderby gegen den Hamburger SV in der 2. Fußball-Bundesliga 2021/22 zur Aberkennung eines Bremer Freistoßtreffers gekommen war, hatte er die aufgebrachten Fans im Weserstadion zu beruhigen vermocht, indem er die zugrundeliegende Regel dazu erklärte. Regelwidrig hatte sich nämlich  ein Werderaner in die Abwehrmauer gestellt.

### Buchautor und Kolumnist
Zeigler verfasste bisher ausschließlich Bücher, die sich mit Fußball befassen. Wegen seiner Verbundenheit zum SV Werder Bremen hat er zwei Vereinschroniken verfasst. Die jüngere, Lebenslang grün-weiß, erschien im November 2006 im Bremer Verlag Edition Temmen. Außerdem veröffentlichte Zeigler auch Druckversionen seiner diversen Kolumnen (unter anderem für die Fußballkulturzeitschrift 11FREUNDE) sowie satirische Sammlungen mit Kuriositäten aus dem Profigeschäft. Mit dem Buch Traum Fussball geht er im Sinne von Fußballkultur u. a. auf Regeländerungen der Spitzenverbände, Trainerdiskussionen oder das Verhalten von Fans ein.
Zeigler schrieb bis zum Sommer 2007 satirische Kolumnen unter anderem für die Zeitschrift 11FREUNDE und die Papier- und Online-Version des Eventmagazins bremen4u. Im März 2008 nahm er seine Arbeit als Kolumnist bei bremen4u wieder auf, setzte diese aber nur bis Juli 2009 fort.

### Moderatorentätigkeit

#### Hörfunk
Arnd Zeigler war bis September 2011 Redakteur und Moderator bei Bremen Vier, einem Hörfunkprogramm von Radio Bremen. Seine bis Ende August 2007 mehrmals wöchentlich ausgestrahlte Sendung hieß Planet Arnie. Von September 2007 bis zum September 2011 lief auf Bremen Vier jeweils dienstags drei Stunden lang ZwWdP: Zeiglers wunderbare Welt des Pop. Nach rund zweijähriger Pause wurde ZwWdP seit dem 29. Oktober 2013 um 20.00 auf Bremen 4 wieder wöchentlich gesendet. Im März 2020 wechselte die Sendung innerhalb des Senders ins Programm Bremen Zwei. Der Sendeplatz war donnerstags, wenn nicht das ARD-Radiofestival stattfand; die Länge wurde auf zwei Stunden gekürzt (ab 22:05 Uhr). Außerdem wird zu anstehenden Fußballspielen (Bundesliga, Europapokal, DFB-Pokal, Länderspiele) seine Serie Zeiglers wunderbare Welt des Fußballs bundesweit ausgestrahlt. In dieser etwa drei Minuten langen Kolumne präsentiert Zeigler kuriose Zitate, witzige Versprecher und misslungene Kommentare. Aus dieser Reihe sind bereits zwei CDs veröffentlicht worden.
Im Mai 2024 gab Zeigler bekannt, dass er sich vom Radio verabschieden werde. Die 2050. Folge vom 24. Mai 2024 von Zeiglers wunderbare Welt des Fußballs seit 1992 sei die letzte Sendung. Ausschlaggebend sei die ARD-Reform des abendlichen Programms, im Zuge derer im September 2024 auch Zeiglers wunderbare Welt des Pops (nach Stand Mai 700 Folgen seit 2007) eingestellt werde. Am Abend des 19. September 2024 moderierte Zeigler mit der 696. und letzten Ausgabe von Zeiglers wunderbare Welt des Pop seine letzte Sendung im Hörfunk.

#### Fernsehen
Seit August 2007 moderiert Arnd Zeigler die WDR-Sendung Zeiglers wunderbare Welt des Fußballs (ZwWdF), die jeweils am Sonntagabend der Spieltage ausgestrahlt wird. Dort zeigt er zum einen Ausschnitte der beiden Sonntagsspiele der Fußball-Bundesliga sowie Beiträge aus dem Archiv, die zum Teil satirisch aufbereitet werden. Zum anderen telefoniert er mit Fußballfans und -spielern, Experten, Aktiven und Verantwortlichen wie beispielsweise Trainern. 2011 und 2012 wurde die Sendung für den Grimme-Preis nominiert. Im Mai 2013 wurde die 200. Ausgabe ausgestrahlt. Ab 2013 agierte Zeigler als Co-Moderator beim Sportschau Club im Ersten, der bis Juli 2021 im Anschluss an Fußball-Länderspiele und DFB-Pokal-Spiele live aus der „Untertagebar“ im RevuePalast Ruhr in Herten (ehemals Zeche Ewald) ausgestrahlt wurde. Am 23. Oktober 2016 wurde die 300. Sendung von ZwWdF mit vielen Beiträgen prominenter Fans ausgestrahlt.
Am 2. Oktober 2022 lief die 500. Sendung von ZwWdF. Zu Gast waren Olli Dittrich und Henning May.

#### Podcast
Seit September 2019 moderiert Zeigler den Podcast Ball you need is Love, in dem er auf prominente Fußballfans trifft und dort über ihre Lieblingsmannschaften, sowie die Verbindung zwischen Fußball und Musik spricht. Seit Oktober 2022 besprechen Arnd Zeigler und Philipp Köster im wöchentlichen Podcast Zeigler & Köster – Der Fußball-Podcast von 11FREUNDE aktuelle, kuriose und nostalgische Themen rund um den Fußball.

### Sänger
Zeigler bildete zusammen mit Berthold Brunsen (Bert) die Band Die Original Deutschmacher. Ab Anfang der 1990er Jahre übersetzten sie internationale Popsongs auf humoristische Weise wortwörtlich ins Deutsche. Die produzierten Stücke wurden hauptsächlich bei Bremen Vier gespielt. Zeitweise kooperierte die Band mit dem Comedy-Projekt Die Nullnummer, welches aus Jens-Uwe Krause und Peter Mack (ebenfalls damalige Moderatoren bei Bremen Vier) besteht. Mitte der 1990er Jahre hatten Die Original Deutschmacher eine sehr hohe regionale Popularität erreicht, sodass sie nicht nur weitere CD-Alben veröffentlichten, sondern sogar selbst begannen, Lieder zu komponieren und zu veröffentlichen.
Ab Ende der 1990er Jahre verlegten sich Zeigler und Brunsen überwiegend auf das Aufnehmen von Fußballsongs. Wegen ihrer Beziehungen zum Verein Werder Bremen widmeten sie besonderen sportlichen Erfolgen, wie z. B. dem Gewinn des DFB-Pokals, eigene Kompositionen. Das W auf dem Trikot (1997), eine Coverversion des englischen Titels Three Lions, wurde später die offizielle Stadionhymne, und Lebenslang Grünweiss (Werder-Meistersong 2004) erreichte sogar bundesweite Aufmerksamkeit: Der Song hielt sich acht Wochen in den deutschen Singlecharts, die höchste Platzierung war 44. 14 Jahre später, im August 2018, veröffentlichte das Duo „Die Original Deutschmacher“ in Zusammenarbeit mit dem Radiosender Bremen Eins den Song erneut. Dieses Mal für die Rubrik „Die Plattmacher“ des Senders Bremen Eins auf Plattdeutsch. Hier werden sonst wöchentlich große Hits und Evergreens vom Institut für niederdeutsche Sprache (INS) in die plattdeutsche Sprache übersetzt und von einem/-r Mitarbeiter/-in eingesungen. Nach Angaben des Senders haben es sich Arnie und Bert allerdings nicht nehmen lassen, das Werderlied 'eigenhändig platt zu machen'.
2014 veröffentlichte Zeigler unter dem Pseudonym Udo Alexander ein Lied zur Fußball-WM namens Eventuell, vielleicht, bestimmt. Dieses entstand, nachdem Zeigler sich über Wochen in seiner TV-Sendung dafür starkmachte, die deutsche Nationalmannschaft solle sich, wie etwa in den 1970er und 1980er Jahren, vor einem Turnier musikalisch betätigen.

## Auszeichnungen
- 1997: „Bremer des Jahres“
- 2011: „Sportjournalist des Jahres“ (Medium Magazin)[22]
- 2022: Fair-Play-Preis des DFB in der Rubrik Fairster Profi[23]

## Werke
- Traum Fussball. Wie unser Lieblingsspiel uns allen noch mehr Spaß machen kann. Edel Books, Hamburg 2020. ISBN 978-3-8419-0731-8.

Kolumne
- 1000 ganz legale Fußballtricks. Die besten Kolumnen aus Zeiglers Wunderbare Welt des Fußballs. Humboldt-Verlag, Baden-Baden 2006. ISBN 3-89994-077-6.
- Zeiglers wunderbare Welt des Fußballs. 1111 Kicker-Weisheiten, hochsterilisiert von Arnd Zeigler. Humboldt-Verlag, Baden-Baden 2005. ISBN 3-89994-055-5.
- Zeiglers wunderbare Welt des Fußballs, Tagesabreißkalender. Heye 2006. ISBN 3-8318-3253-6.
- Zeiglers wunderbare Welt des Fußballs. Gewinnen ist nicht wichtig, solange man gewinnt!. Humboldt-Verlag, Hannover 2007. ISBN 3-89994-099-7.
- Zeiglers wunderbare Welt des Fußballs. Keiner verliert ungern. Humboldt-Verlag Hannover 2010. ISBN 978-3-86910-160-6.
- Zeiglers wunderbare Welt des Fußballs. Taktik ist keine Pfefferminzsorte: Humboldt-Verlag, Hannover 2011. ISBN 978-3-86910-188-0.

Zu Werder Bremen
- Lebenslang grün-weiß. Das große Werder Bremen-Buch. Edition Temmen 2006. ISBN 3-86108-564-X.
- Lebenslang grün-weiß. Das große Werder Bremen-Buch. Edition Temmen 2006. ISBN 3-86108-585-2. (Sonderausgabe)
- Das Meisterbuch 2004. Die Geschichte einer wunderbaren Werder Saison. Edition Temmen 2004. ISBN 3-86108-699-9.
- W auf dem Trikot, Das… 40 Jahre Werder Bremen in der Bundesliga. Edition Temmen 2003. ISBN 3-86108-695-6.
- Werder forever. 341 knifflige grün-weiße Fragen für den beinharten Werderaner. Eichborn 1995. ISBN 3-8218-1397-0.

Kinderbuch
- Zeiglers wunderbares Fußballbuch. Von A wie Abseits bis Z wie Zaubern – alles über die schönste Nebensache der Welt. Klett Kinderbuch 2006. ISBN 978-3-941411-46-3.

## Diskografie

### Mit Die Original Deutschmacher
Eigenständige Alben
- Endlich verständlich (1996)
- Unendlich verständlich (1997)

Als Gastmusiker auf Alben von Die Nullnummer
- Nullnummer, Die (1995)
- Säue vor die Perlen (2004)

Maxi-CDs
- Weihnachtsmann ist in dem Haus (1996)
- Spezial CD für die Bundesligasaison 98/99 (1998)
- Unsere Herzen schlagen grün-weiß '99 (1999)
- Werder Bremen – Deutscher Meister 2004 (2004)
- Werder Bremen – Deutscher Meister 2004 – Die Double-Version (2004)

### Von Zeigler herausgegebene Fußball-CDs
- Kult-Fußball 1 (1998)
- Werder Forever (1999)
- Kult-Fußball 2 (2000)
- Das „W“ auf dem Trikot (2000)
- Unser Club – 100 Jahre 1. FC Nürnberg (2000)
- Kult-Fußball Royal (2003)
- Lebenslang grün-weiß (2004)
- Zeiglers wunderbare Welt des Fußballs (2005)
- Zeiglers wunderbare Welt des Fußballs – WM 2006-Spezial (2006)
- Lebenslang grün-weiß. Das Werder-Hörbuch (2008)
- Zeiglers wunderbare Welt des Fußballs – das Beste aus der Radioshow (2010)
- Zeiglers wunderbare Welt des Fußballs – Hopp around the Klopp (2012)